# ジェイミー・バンバー
ジェイミー・バンバー（Jamie Bamber、1973年4月3日 - ）は、イギリスの俳優。身長175cm。

## 来歴

### 生い立ち
イギリスのロンドン・ハマースミス出身。父はアメリカ人ビジネスマン、母は元女優の北アイルランド人。母親違いの兄弟5人と、両親が同じ妹が1人おり、この妹は女優のアナスタシア・グリフィスである 。幼少期はパリで生活したため、フランス語に堪能。イタリア語も得意である。ロンドンに戻った後はパブリックスクールのセントポールズ校を経て、ケンブリッジ大学へ進学。イタリア、フランス語を専攻し文学修士号を取得し卒業した。

### キャリア
大学卒業後、演劇学校London Academy of Music and Dramatic Artへ進学し、在学中に受けたオーディションで『ホーンブロワー 海の勇者』の士官候補生アーチー・ケネディ役で出演を勝ち取る。この役は1話目のみのはずであったが、続投が決まり、第2部まで合計5話出演した。その後はテレビドラマ『S.A.S. 英国特殊部隊』、『バンド・オブ・ブラザース』等に出演、2003年から出演したSFテレビドラマ『GALACTICA/ギャラクティカ』のリー・アダマ役で一気にブレイクした。現在もイギリス、アメリカのテレビドラマ、映画等でキャリアを築いている。

### 私生活
妻である女優のケリー・ノートンとの間に三女がいる。近衛兵のベアスキン帽に抗議する動物の倫理的扱いを求める人々の会(PETA)のポスターのモデルを全裸でつとめたことがある。

## 主な出演作品

### 映画
- シン・タイタニック　Titanic 666（2022） - Professor Hal Cochran[1]

### テレビ
- GALACTICA/ギャラクティカ Battlestar Galactica (2004-) リー・アダマ　メインキャスト
- Dr.HOUSE House M.D. (2011) s8-e5『告白』ゲスト
- 女刑事マーチェラ Marcella (2016-) メインキャスト
- ストライクバック:極秘ミッション Strike Back (2019-2020) 19エピソード